# Gunnel Enby
Gunnel Marika Enby, född Andersson 9 juni 1941 i Göteborg, död 17 januari 2016 i Göteborg, var en svensk författare, översättare och barnboksrescensent.                                                                                    

## Biografi
Enby blev filosofie kandidat vid Göteborgs universitet 1971 och var anställd på Riksförbundet för sexuell upplysning (RFSU) 1972–1974. Hon var verksam som fri skribent sedan 1967 och blev ansvarig för barnkultur på Göteborgs-Posten 1977. Hon arbetade även som recensent på Bibliotekstjänst och konferensansvarig på Bok & Biblioteksmässan i Göteborg. Hon utnämndes 2001 till medicine hedersdoktor vid Göteborgs universitet.
Hon var sedan 1964 gift med Erik Enby.

### Översättningar
- Exley Helen, red (1984). Det här är jag: handikappade barn ritar och berättar. Älvsjö: SkeabFörlag. Libris 7410947. ISBN 9152610632

- Heine, Helme (1989). Den underbara resan genom natten. Stockholm: Bergh. Libris 7401352. ISBN 9150209795

- Spier, Peter (1989). Lika och olika: alla vi i världen. Örebro: Libris. Libris 8371909. ISBN 9171947191

- Wood, Audrey; Wood Don (1989). Elberts fula ord. Stockholm: B. Wahlström. Libris 8349916. ISBN 9132130619

## Priser och utmärkelser
- Gulliver-priset 1986
- Medicine hedersdoktor vid Göteborgs universitet 2001